# Anthomyia tempestatum
Anthomyia tempestatum este o specie de muște din genul Anthomyia, familia Anthomyiidae, descrisă de Christian Rudolph Wilhelm Wiedemann în anul 1818. Conform Catalogue of Life specia Anthomyia tempestatum nu are subspecii cunoscute.